# Провинција у позадини
„Провинција у позадини” је југословенски ТВ филм из 1984. године. Режирао га је Фарук Соколовић а сценарио је написао Хасан Кикиц.

## Улоге
| Глумац                | Улога       |
| --------------------- | ----------- |
| Нада Ђуревска         |             |
| Мирјана Карановић     |             |
| Сеса Вукосављевић     |             |
| Сунчица Тодић         |             |
| Данило Бата Стојковић | Јаша Муктар |
| Никола Милић          | Сахимез     |
| Дубравко Јовановић    | Арсеља      |
| Тахир Никшић          |             |
| Аднан Палангић        |             |
| Жарко Мијатовић       |             |
| Деса Биоградлија      | Учитељица   |
| Александар Сибиновић  |             |
| Алма Мујагић          |             |
| Вања Антуновић        |             |

Остале улоге ▼
| Глумац           | Улога |
| ---------------- | ----- |
| Синиша Зорић     |       |
| Седад Авдић      |       |
| Романо Крнета    |       |
| Нада Пани        |       |
| Оливера Вуковић  |       |
| Јасна Башић      |       |
| Влајко Шпаравало |       |
| Бошко Марић      |       |
| Ибро Карић       |       |
| Јасмин Гељо      |       |
| Небојша Вељовић  |       |